# 博扎沃利亞
50°0′36″N 23°12′43″E / 50.01000°N 23.21194°E
博扎沃利亞（烏克蘭語：Божа Воля），是烏克蘭的村落，位於該國西部利沃夫州，由亞沃里夫區負責管轄，始建於1380年，面積0.2平方公里，2001年人口85，人口密度每平方公里418.72人。